# Sasha Goodlett
Sasha Goodlett est une joueuse américaine de basket-ball, née le 9 août 1990 à Jackson (Mississippi).

## Biographie
Dès son année freshman aux Yellow Jackets de Georgia Tech, elle débute 29 matches sur 32 pour des statistiques moyennes de 6,3 points et 3,7 rebonds, qu'elle porte l'année suivante à 9,7 points et 5,3 rebonds, puis 9,9 points et 5,8 rebonds en junior. En quatre saisons à Georgia Tech, elle inscrit 1 364 points, 760 rebonds et 127 contres en 133 rencontres. En 2011-2012, les Yellow Jackets disputent la finale de leur conférence pour seulement la seconde fois de leur histoire. Elle mène son équipe avec 14,6 points (53,2 % d'adresse) et 7,7 rebonds avec 10 double-doubles en 26 rencontres. Elle est choisie en 11e position de la draft par Indiana, franchise entraînée par Lin Dunn. Son entraîneuse à Georgia Tech MaChelle Joseph est ancienne assistante-entraîneuse de Dunn à Purdue.
Après une première saison WNBA au Fever de l'Indiana (26 rencontres de WNBA et a tourné à 3,1 points et 1,3 rebond en 7,6 minutes de moyenne) couronné par un titre de champion, elle rejoint le club chinois d’Heilongjiang qui la coupe après 11 rencontres à 13,4 points et 9,9 rebonds. À la suite de la blessure de la malienne Astan Dabo et au départ d'Ines Ajanović, elle rejoint la Ligue féminine de basket à Arras mi-décembre 2012 pour quelques semaines avant de quitter le club fin janvier lors du retour de maternité de Pauline Akonga avec 6 points et 3,7 rebonds en trois rencontres de LFB. En 2014-2015, elle rejoint le club sud-coréen de Woori Bank Hansae. Pour 2015-2016, elle retrouve la ligue sud-coréenne avec Woori Bank Hansae.
Fin juillet 2015, son contrat avec le Sky est rompu après l'arrivée d'Érika de Souza..

## Clubs
- ? - 2008:  Clinton High School
- 2008-2012:  Yellow Jackets de Georgia Tech (NCAA)
- 2012-2012:  Heilongjiang Chenneng
- 2012-2013:  Arras Pays d'Artois Basket Féminin
- 2014- :  Woori Bank Hansae

Championnat WNBA
- 2012-2013 :  Fever de l'Indiana
- 2014-2015 :  Sky de Chicago